# Éric Zemmour
Éric Justin Léon Zemmour (Montreuil, 1958. augusztus 31. –) francia szélsőjobboldali  politikus, esszéíró, politikai újságíró és író. 
Indult a 2022-es francia elnökválasztáson, amelyen az első fordulóban a negyedik helyezést érte el.
Határozott álláspontjai, valamint a számos vita, amelyekben részt vett, a szélsőjobb körökben népszerűek Franciaországban. A Francia Öngyilkosság (franciául: Le Suicide français ) című könyvével elnyerte a 2015-ös Prix Combourg-Chateaubriand díjat és nemzetközi elismerésre tett szert.
Montreuilban született, a Párizsi Politikai Tanulmányok Intézetében tanult. 1986-ban a Le Quotidien de Paris című újságnál helyezkedett el, majd 1996-ban a Le Figaro riporterévé vált. 2009 óta hasábja van a Le Figaro Magazinban. Zemmour televíziós személyiségként lépett fel olyan műsorokban, mint az On n'est pas couché a France 2-n (2006–2011), a Ça se vitája az I-Téléről (2003–2014) és a Face à l'Info on CNews (2019 óta). 2011 óta szerepel a Zemmour et Naulleau-n is, Anaï Bouton által vezetett heti esti beszélgetős műsorban a Paris Première-en, Éric Naulleau irodalomkritikussal együtt.  Zemmour párhuzamosan dolgozott az RTL-nél 2010 és 2019 között, először a Z comme Zemmour rádióműsor házigazdája volt, mielőtt elemzőként csatlakozott Yves Calvi reggeli hírműsorához.
Zemmourt a 2022-es francia elnökválasztás egyik lehetséges jelöltjeként tartja számon a hírmédia. 2021. november 30-án bejelentette, hogy indul a választáson.

## Pályafutása

### Fiatalkora
Éric Zemmour Montreuilben született, 1958. augusztus 31-én, egy algériai bevándorló családban, amely az algériai háború idején Franciaországba menekült.  Berber eredetű zsidóként és mindenekelőtt francia zsidóként azonosítja magát. Drancy-ben, később a párizsi Château Rouge kerületben nőtt fel. Szülei Roger Zemmour mentős és felesége, Lucette. 

### Politikai újságíró
Zemmour, aki a Párizsi Intézetben diplomázott, kétszer nem jutott be az École nationale d'administration-ba. Pályafutását 1986-ban kezdte a Le Quotidien de Paris-ban, a Philippe Tesson vezette újság a politikai szekciójánál. Miután az újság 1994-ben megszűnt, szerkesztő lett az Info-Matinnál, ahol egy évig maradt. Ezután 1996-ban politikai újságíróként csatlakozott a Le Figaro szerkesztőségéhez. Zemmour 1997-ben a Marianne és 1999-ben a Valeurs actuelles szabadúszó újságírója is volt. 2009-ben a Le Figaróból a Figaro Magazinba költözött, ahol azóta heti rovatot ír. A Le Spectacle du Monde politikai rovatvezetője is. Annak ellenére, hogy nem sikerült bejutnia az École nationale d'administrationba, politikai újságírói státusa lehetővé tette számára, hogy 2006-ban az iskola felvételi bizottságának tagja legyen. 
Zemmour támogatta a rattachizmust, vagyis Belgium francia ajkú területeinek (Vallónia) Franciaországhoz való csatlakozását.

### Író és esszéista
Zemmour megírta Édouard Balladur és Jacques Chirac életrajzát is. Zemmour 2014-es The French Suicide című könyve több mint 400 000 példányban kelt el.

## Politikai nézetei
Raphaël Glucksmann úgy jellemezte Zemmour törekvéseit, hogy "nagyon világos ambíciója van, a republikánus jobboldal és a szélsőjobb közötti szakadék eltörlésére a szélsőjobb zászlaja alatt". A France Inter rádióműsorában 2017 szeptemberében Zemmour azt mondta a Glucksmannnak: „Nagyon jól megértettél.” 

### Neoliberalizmus-ellenesség
A Le Figaroban megjelent vezércikkekben rendszeresen kifejtett nézetek miatt Zemmourt a jelenlegi mainstream kategóriák szerint széles körben úgy értelmezik, hogy szilárdan a politikai spektrum jobb oldalán helyezkedik el. A gaullista vagy bonapartista hagyományok hívének vallja magát  miközben elismeri a marxista elemzések relevanciáját, különös tekintettel a kapitalizmus nyereségforrásaira, ideértve a bevándorlást is. Szerinte a kapitalizmus tönkreteszi a hagyományos struktúrákat, mint például a család.
Konzervatív álláspontot képvisel a társadalmi kérdésekben, és gazdasági kérdésekben is határozottan liberalizmusellenes. Így reakciósként azonosítja magát egy olyan társadalommal szemben, amely a hamis cél szolgálatában dekonstruálja a társadalmi rendet, különösen a családot és a hagyományokat, felszabadítva azt az egyént, aki valójában elszigetelődik és a fogyasztó kizárólagos státusza alá csökken. A reakciót felforgatónak mutatja be annak fényében, hogy a progresszívek, akik ma a kultúra és a média területén dominálnak, nem állíthatják, hogy kritizálják a kialakult rendet, mivel ők maguk alkotják ezt a rendet és rögzítik annak normáit.

### Társadalmi kérdések
Társadalmi kérdésekben konzervatív álláspontot képvisel, és reakciósként azonosította magát.

#### Bevándorlás és asszimiláció
Zemmour széles körben hirdetti a Nagy Lecserélés összeesküvés-elméletét, és azt állítja, hogy Franciaország lakosságát bevándorlók váltják fel. 2021 augusztusában a franciaországi bevándorlással kapcsolatos nézeteiről készített interjún Zemmour kijelentette: "Meg kell állítanunk a beáramlást. Nem csak az illegálisról beszélek; elsősorban a legális bevándorlásra gondolok. ... A leváltás folyamata zajlik attól a pillanattól kezdve, hogy túl sok a bevándorló, aki már nem asszimilálódik."
A francia asszimilációs hagyomány tagja, Zemmour sokáig határozottan ellenezte a tömeges bevándorlást és a bevándorlók integrációjának jelenlegi, általa túl engedékenynek tartott modelljét. 2008 novemberében interjút adott a Le Choc du mois havilapnak, amelyben a bevándorlást egy „demográfiai cunamihoz” hasonlította. 2007-ben kiállt a Thierry Mariani-módosítás mellett is, amely genetikai vizsgálatokat írna elő a családegyesítésre való jogosultsághoz.
2021. október 2-án Lille-ben egy nyilvános találkozón Eric Zemmour felidézte a migrációs áramlással kapcsolatos nagyon erős pozícióját, és a franciaországi illegális és legális bevándorlás megszüntetéséért könyörgött.

#### Faji és rasszizmusellenes kérdések
Szerinte a rasszizmusellenesség François Mitterrand által kezdeményezett taktika, hogy elfeledtesse az emberekkel a baloldal gazdasági liberalizmus felé fordulását 1983-ban. Állítása szerint az antirasszizmus olyan ideológia, amelyet egykori baloldaliak hajtanak végre, akiknek fel kellett adniuk illúzióikat. A bevándorlókkal ezek az emberek egyfajta alternatív forradalmár embert találtak.

#### A feminizmus, a nők és a homoszexualitás
Zemmour kritikát fogalmazott meg a feminizmussal és a homoszexualitással kapcsolatban, és azt állította, hogy Franciaország hanyatlását részben a férfiasság eróziója és a társadalom „elnőiesedése” okozta, amelyeket a Le Premier Sexe és A francia öngyilkosság című műveiben hosszasan feltárt. Zemmour ellenzi az abortuszt, amelyet „kollektív öngyilkosságnak” nevezett, és azzal érvelt, hogy a nők alkalmatlanok voltak politikai hatalmi pozíciókra. A francia öngyilkosságban kritikát fogalmazott meg a születésszabályozással, a nők jogaival és a gender-kutatással kapcsolatban. Ezenkívül megvédte Dominique Strauss-Kahnt és Tariq Ramadant az ellenük felhozott szexuális zaklatással kapcsolatos vádak kapcsán.
Számos publikáció nőgyűlölőnek minősítette álláspontját.

### Nemzetközi kapcsolatok
Zemmour amellett érvelt, hogy Franciaország távolodjon el az Egyesült Államoktól, szorosabb legyen kapcsolata Oroszországgal, valamint az Európai Unió és külpolitikájától való fokozott függetlenség mellett áll ki. Kijelentette, hogy a normandiai partraszállás egyszerre volt Franciaország felszabadítása, de egyben „gyarmatosítása” is az Egyesült Államok által. A francia fegyveres erők megerősítését is szorgalmazta, azzal érvelve, hogy az egyetlen befolyás, amelyet Franciaország megtartott a nemzetközi színtéren, fegyveres erőinek és nukleáris védelmi képességeinek köszönhető. Zemmour támogatja a NATO integrált katonai parancsnokságából való kilépést.
Ezenkívül Zemmour támogatását fejezte ki a rattachizmus, Belgium francia nyelvű részének Vallónia Franciaországba való integrációja mellett, rámutatva egy 2010-es közvélemény-kutatásra, amelyben a vallonok 49 százaléka készen állt egy ilyen lépésre. Belgiumot nagyrészt fikciónak minősítette, és Franciaországtól való elszakadását Kelet-Németország Nyugat-Németországtól való elszakadásához hasonlította, és „Franciaország NDK-jának” nevezte.

## Indulás a 2022-es francia elnökválasztáson
2021-ben részt vett egy országos körúton Franciaországban, hogy népszerűsítse új könyvét, a La France n'a pas dit son dernier mot (Franciaország nem mondta ki utolsó szavát), amely szeptember 15-én jelent meg. Több mint 80 000 példányban kelt el az első négy napban, és 165 000 példányban az első 3 hétben.
2021. szeptember 24-én Zemmour több mint 3,8 millió nézőt vonzott egy nagy nyilvánosságot kapott kétórás televíziós vitában Jean-Luc Mélenchon baloldali elnökjelölttel.
2021. november 30-án Eric Zemmour bejelentette, hogy indul a 2022-es elnökválasztáson. December 5-én pedig felfedte, hogy új politikai pártot alapított Reconquête (Visszahódítás) néven.